# Марија Мандл
Марија Мандл (10. јануар 1912 — 24. јануар 1948) била је аустријски СС-Хелферин („СС помагач”) позната по својој улози у Холокаусту као највиши званичник у логору за истребљење Аушвиц-Биркенау, где се верује да је директно била саучесник у смрти преко 500.000 затвореника. Погубљена је због ратних злочина.

## Живот
Мандл је рођена у Минцкирхену, Горња Аустрија, тада део Аустроугарске, као ћерка обућара.

## Рад у кампу
Након аншлуса од стране Трећег рајха, Мандл се преселила у Минхен, и 15. октобра 1938. придружује се особљу логора у Лихтенбургу, раном нацистичком концентрационом логору у покрајини Саксонија,као Ауфсехерин, и ради са педесет других СС жена. Дана 15. маја 1939, заједно са другим стражарима и затвореницима, Мандл је послата у новоотворени концентрациони логор Равенсбрик у близини Берлина. Убрзо је импресионирала своје претпостављене и, након што се придружила Нацистичкој партији 1. априла 1941, подигнута је у чин СС-Оберауфсехерин у априлу 1942. Надзирала је свакодневне прозивке, задатке за Ауфсехерине и казне као што су премлаћивање и бичевање.
Дана 7. октобра 1942, Мандл је распоређена у Аушвиц II-Биркенау, наследивши Јохану Лангефелд на месту СС-Лагерфирерин женског логора под СС-командантом Рудолфом Хесом. Као жена, никада није могла да надмаши мушкарца, али њена контрола и над затвореницима и над њеним подређеним женама је била апсолутна. Једини човек коме је Мандл извештавала био је командант. Она је контролисала све женске логоре у Аушвицу и женске подлогорове, укључујући Хинценбург, Лихтеверден и Раиско.
Мандл је промовисала Ирму Гризе у шефицу мађарског женског кампа у Биркенау. Према неким причама, Мандл је често стајала на капији Биркенауа и чекала да се затвореник окрене и погледа је: свако ко јесте био је извучен из реда и више се није чуо. У Аушвицу, Мандл је била позната као Звер, а наредне две године учествовала је у селекцијама за смрт и друга документована злостављања. Она је потписивала спискове затвореника, шаљући око пола милиона жена и деце на смрт у гасним коморама Аушвица I и II.

Мандл је створила Женски оркестар Аушвица да прати прозивке, погубљења, селекције и транспорте. Затвореница из Аушвица, Лусија Аделсбергер, касније је то описала у својој књизи Auschwitz: Ein Tatsachenbericht:
"Жене које су се исцрпљене враћале са посла морале су да марширају у такту уз музику. Наручивана је музика за све прилике, за адресе команданта логора, за транспорте и кад год би ко био обешен."
За своје заслуге Мандл је одликована крстом за ратне заслуге 2. класе. У новембру 1944. распоређена је у потлогор Милдорф у концентрационом логору Дахау, а Елизабет Волкенрат је постала шефица Аушвица, који је ослобођен крајем јануара 1945. У мају 1945. Мандл је побегла из Милдорфа у планине јужне Баварске у своје родно место, Мунцкирцхен.

## Извештај из прве руке о Мандловом поступању са затвореницима
Следи извештај из прве руке о Мандловом поступању са затвореницима по доласку у Аушвиц, који је јеврејски затвореник Сала Федер дао 1. децембра 1947. Окружном суду у Кракову:
"У августу 1943. депортована сам са својом породицом (27 људи, укључујући деветоро деце узраста од једног месеца до једанаест година) из гета у Сродули код Сосновјеца у Аушвиц, у транспорту од око 5.000 људи.
На рампи у Биркнау, транспорт је чекао окривљену Мандл у пратњи есесовке Марго Дрешел, а чим је транспорт стигао, Мандл је извршила селекцију, шаљући отприлике 90 одсто транспорта у аутомобиле који су превозили ове људе, до оближњег крематоријума.
[…] Током ових селекција, оптужена Мандл је на свиреп начин мучила затворенике, тукла жене, мушкарце и децу бичевима и. Она би децу кидала из загрљаја њихових мајки, а када би мајке покушавале да приђу деци и бране их, Мандл би их страшно тукла и ударака ногама. Видела сам – одмах поред себе – младу, двадесетогодишњу мајку, која је покушала да приђе свом двогодишњем детету бачено у ауто, а Мандл ју је шутирала и тукла тако сурово да није устала више.

[…] Држао сам своје четворогодишње дете за руку. Окривљена Мандл ми је пришла, отргнула ми дете и бацила га у још празан ауто тако да се дете ранило у лице и почело да плаче и да ме дозива, али сам ја стављен у страну у групу која није била утоварена у кола. Када сам, плачући на ауту, покушао да дођем до детета, Мандл је почела да ме туче тако сурово да сам пао. Мандл је наставила да ме удара ногама иако сам лежао на земљи, а она ми је ципелом избила скоро све зубе.
Извештај Сале Федер наставља се описом масовног мучења жена коју је Марго Дрешел умешака у злогласни Блок 25 у Аушвицу:
"У мом блоку [Блок 15] изабрано је 700 жена од 1.000; у целом логору (односно у лагеру А где смо боравили у тзв. карантину) Мандл је одабрала неколико хиљада жена, и све су – голе – биле нагуране у један блок бр. 25,  где су остали седам дана и ноћи без хране и воде. У ноћи 27. септембра превезени су у крематоријум.
За ових седам дана чули смо ужасне јауке и јауке из тог блока, а када су жене одведене у крематоријум, рекла нам је старешина блока, Словакиња по имену Ћила (којој је већ суђено у Чехословачкој). да је после тих седам дана у том блоку било више лешева него живих људи и да су скоро сви гризли прсте и груди и чупали очи.

Током ових седам дана, ако је неки затвореник хтео да донесе воду или храну у тај блок, она би тамо била хапшена и страдала заједно са осталима. Горе описану селекцију извршио је лично окривљена Мандл, уз помоћ капоша: Стеније , Леа и Марије, сви окрутни и навикли да на стравичан начин муче затворенике."

## Хапшење и вешање
Војска Сједињених америчких држава је ухапсила Мандл 10. августа 1945. Испитивања су наводно показала да је веома интелигентна и посвећена свом раду у логорима. Неко време је била у затвору Дахау, а снимила ју је америчка војска у мају 1946. како дели ћелију са Елизабет Руперт.  Мандл је предата Пољској у новембру 1946. године, а у новембру 1947. суђено јој је у судници у Кракову на суђењу у Аушвицу и осуђена на смрт вешањем .
Станислава Рачвалова (Пољакиња која је преживела Аушвиц, која је била затвореник под Мандловом управом, а после рата су је пољске послератне комунистичке власти ухапсиле као „антикомунистичку активисткињу“) била је затворена у ћелији поред Марије Мандл и Терезе Брандл. Рачвачова је довољно познавала немачки да би преводила за управнике. Она је изјавила да су је последњи пут када су се она и два немачка ратна злочинца срели – након што су осуђени на смрт и непосредно пре погубљења – обоје замолили за опроштај. Мандл је обешена 24. јануара 1948. у 36. години.